# CA-36 (Spanje)

De CA-36

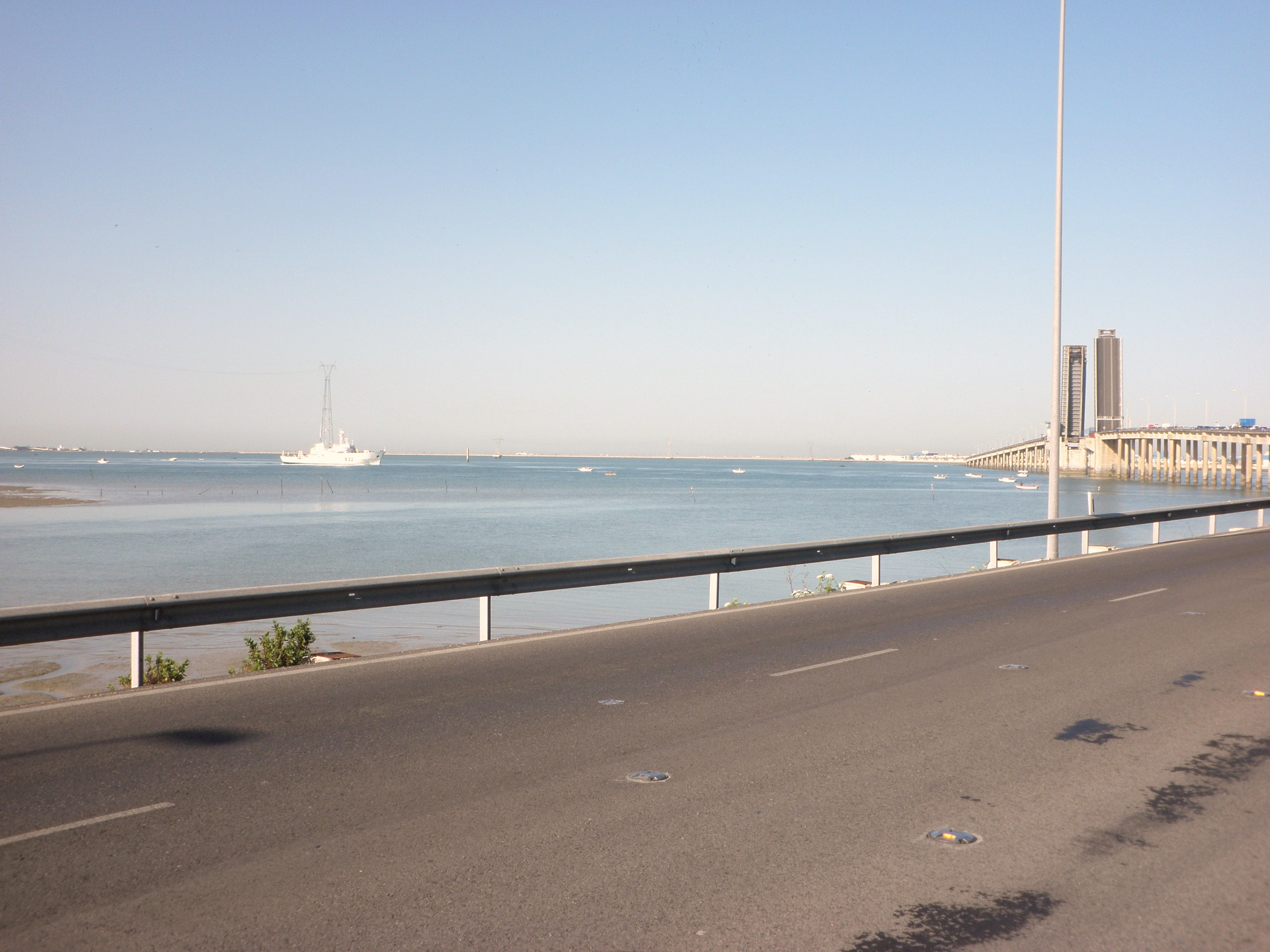
De CA-36 op de Puente Carranza

De CA-36 of Autovía acceso a Cádiz is een autovía in Andalusië. De stadssnelweg bij Cádiz is 5,5 kilometer lang en verbindt de CA-35 met de CA-33.